# ラッキーピエロ
ラッキーピエロは、有限会社ラッキーピエログループが北海道函館市を中心とした道南地区で展開するハンバーガーショップチェーン。愛称は「ラキピ」。1987年（昭和62年）6月創業。

## 概要
道南地方ではハセガワストアと共に名物チェーン店の1つに位置付けられている。ハンバーガーチェーンであるが、作り置きをせずに注文を受けてから揚げたり焼いたりして提供する方式を採用しているため、ファストフードではないと謳っている。店名は創業者の王一郎の少年時代に見たサーカスをイメージしており、サーカスのようなわくわくする店作りを目指すとともに主役ではないもののサーカスでパワーな存在であるピエロを冠し物悲しいイメージを打ち消すために「ラッキー」を付け足す形とした。
「地産地食」という言葉を用いて地産地消を進めている。肉や米は北海道産を用い、野菜類は店舗のある函館近隣で栽培されたものを極力採用するなど、地元の食材を使用するようにしている。
店舗も道南地区以外への出店依頼を断って地元に集中し、2013年度職業別電話帳『タウンページ 函館市・渡島・檜山地方版』掲載の店舗数ではマクドナルドやモスバーガーといった国内大手4社合計の店舗数を上回り、道南地区では最大のハンバーガーチェーンとなっている。
こうした地元に密着した展開により、函館を中心とする道南地区の人々の「故郷の味」となることを目指している。
主力のハンバーガーでは、大手チェーンとの差別化を図るべく中華風バーガーとして開発した甘辛いタレを絡めた鶏から揚げとレタス、マヨネーズなどを挟んだ「チャイニーズチキンバーガー」が、一番人気となっている。このほか、酢豚やエビチリを挟んだハンバーガーといった独自性の強いメニューを展開しており、ハンバーガーのパティの重量がマクドナルドなど大手の3倍以上にあたる120g前後もあるなどボリュームも多いことで知られている。
また、「おいしいだけでは記憶に残らない。お客様に驚きと感動を与えて信頼されなくては、口コミで広がらない」として、顧客のアンケート用紙を創業者の王一郎自身が目を通して、その要望やアイデアを取り入れようとしている。
そのため、顧客の要望があったとして、ハンバーガーショップながら、カレーライスやオムライス、カツ丼などのメニューも提供するようになった。
さらに、ラーメンやあんかけ焼きそば、ピザなどを一部の店舗で販売しているほか、店舗ごとに装飾のテーマを変えて一店一店異なる店のつくりにするなど、店にも個性を持たせている。

## 主なメニュー

### ハンバーガー
ハンバーガー

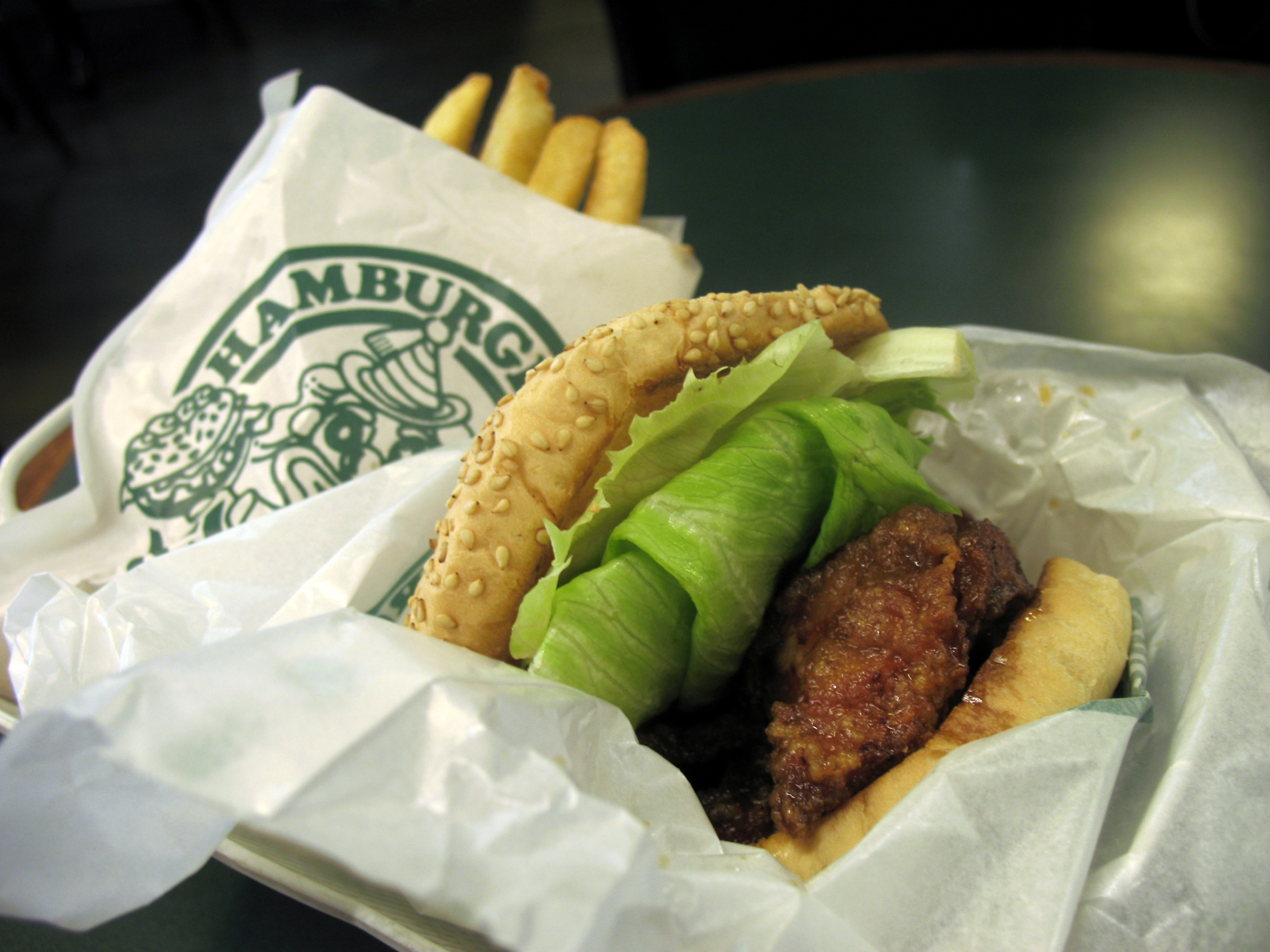
チャイニーズチキンバーガー

- チャイニーズチキンバーガー - 人気No.1のハンバーガーで、甘辛いタレを絡めた鶏から揚げ3個をレタスとマヨネーズと一緒にパンで挟んでいる[2]。全国ご当地バーガーNo.1[5]。
- ラッキーエッグバーガー - 人気No.2[6]。
- トンカツバーガー - 人気No.3[6]。
- テリヤキバーガー - 人気No.4[6]。
- 酢豚バーガー - 酢豚を挟んだハンバーガー[2]。

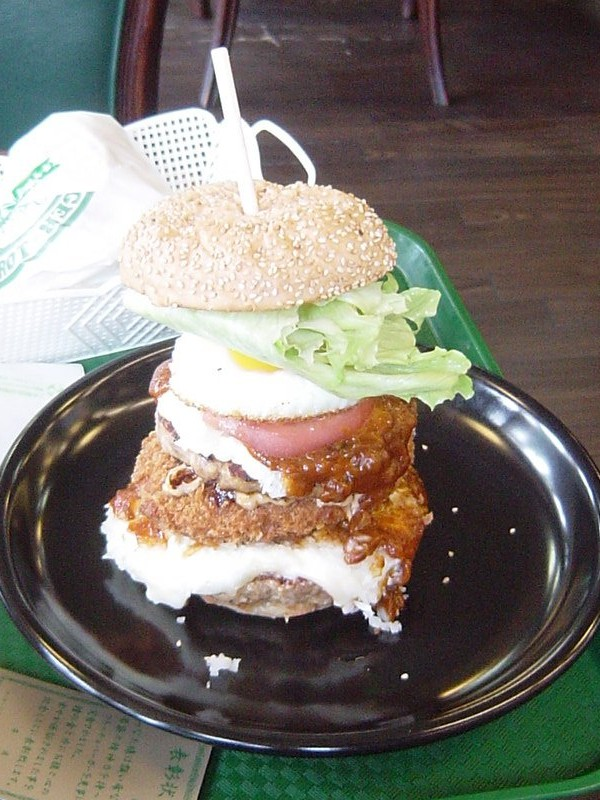
THEフトッチョバーガー

- THEフトッチョバーガー - 一日20食限定の巨大ハンバーガー。
- 函館山バーガー - THEフトッチョバーガーを越える最大のハンバーガー（1100円）。
- 土方歳三ホタテバーガー
- くじら味噌カツバーガー

### ハンバーガー以外
- カレーライス[2]
- 煮込みトロトロ牛すじカレー- ベイエリア本店、港北大前店、戸倉店、美原店、北斗七飯店のみ
- 函館焼きカレー- 一部店舗のみ
- オムライス[2]

- ラッキーカツ丼[2]
- ピザ - 一部店舗のみ[2]
- ラーメン - 人見店舗のみ[2]
- あんかけ焼きそば[2]

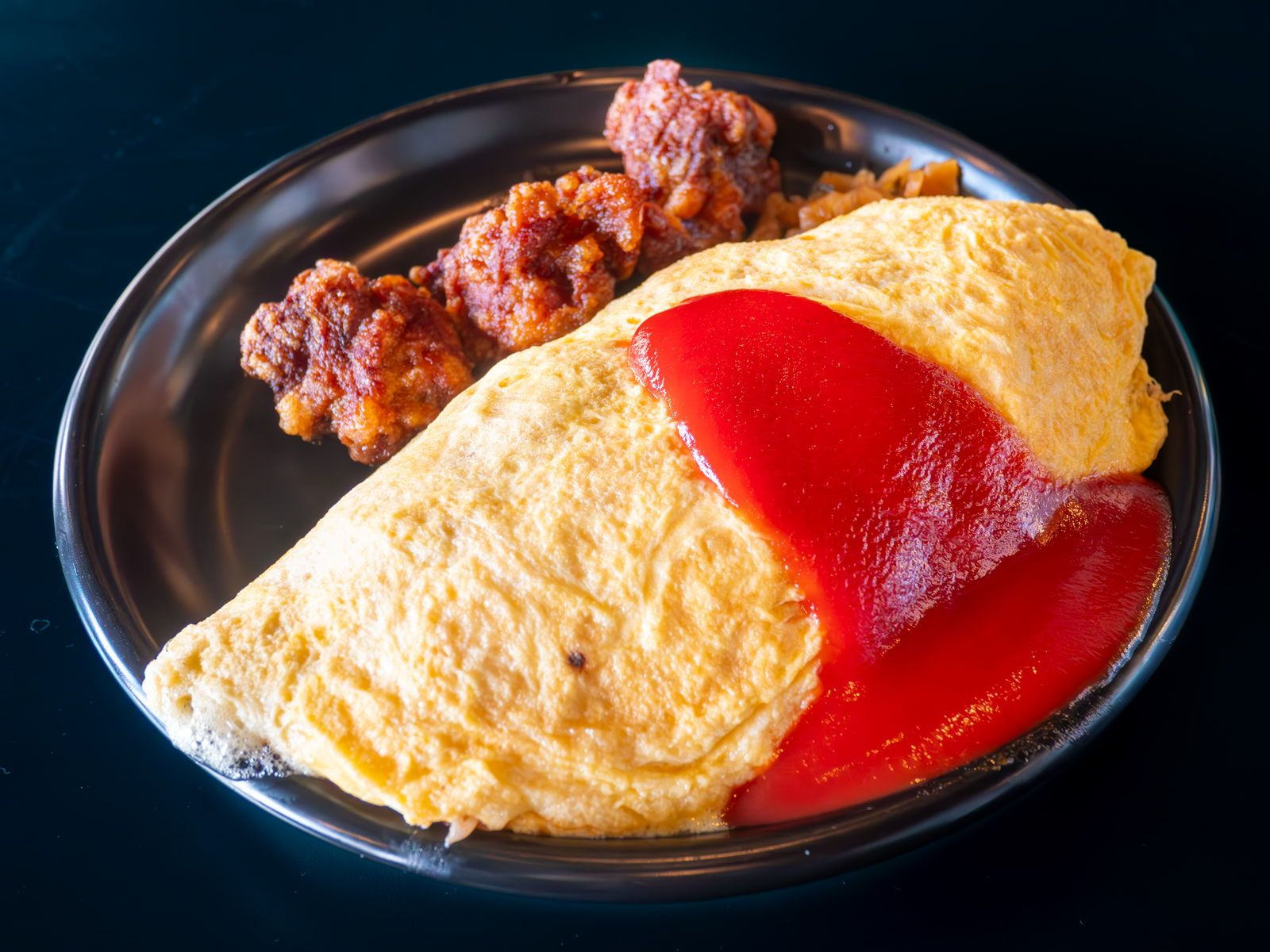
チャイニーズチキンオムライス

- スパゲッティ各種 - 峠下総本店、五稜郭公園前店、昭和店の３店舗のみ。
- 2段ノリ弁当
- ロコモコ
- トルコライス（長崎は今日もトルコライス）
- とんかつ定食（ロース、ヒレ）
- ハンバーグステーキ

サイドメニュー
- スプリングロール「春巻」
- チャイニーズフライドチキン
- シルクソフトクリーム
- ラッキーシェイク
- シフォンケーキ - マリーナ末広店、五稜郭公園前店のみ
- カットケーキ - 峠下総本店のみ
- オリジナルラキポテ - フライドポテトにミートソースをかけたオリジナルメニュー[6]

### アイデアコンテストなど
毎年「MYバーガーアイデアコンテスト」を開催しており、食肉会社などの法人を含めたメニュー提案の中から、ファン投票で商品化するものを選んでいる。
頻繁に新しいメニューや数量限定メニューが登場する。

## 店舗
「大切なのは異体験で驚きと感動を与えること」という思いから、店舗の内装はテーマパーク調を意識し各店ごとに独自のテーマを掲げている。
函館市

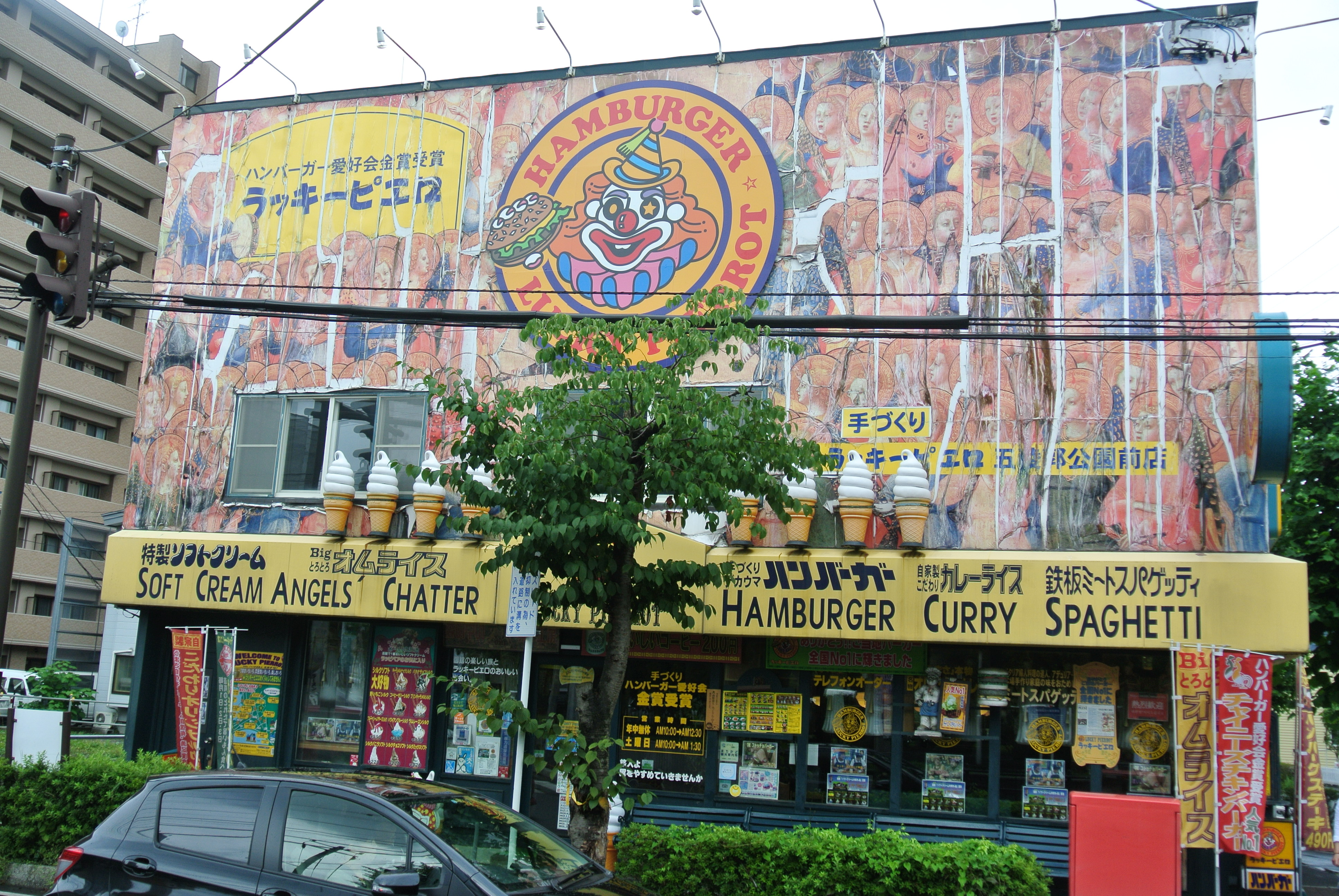
五稜郭公園前店

- マリーナ末広店（末広町） - 「ベイサイド海上レストランピア館」をテーマに、函館港の海上の景色を楽しませるとともにオールドアメリカン調の内装とした。
- ベイエリア本店（末広町）- 「森の中のメリーゴーランド」をテーマにブランコや木馬などを設置。
- 十字街銀座店（末広町） - 「サンタが函館にやってきた」をテーマに創業者のサンタクロースグッズコレクション約5000体を展示。全店舗で唯一2階席を擁する。
- 函館駅前店（若松町） - 「マティスの赤が好き」をテーマにアンリ・マティスの赤を内装に取り入れた。当初は棒二森屋内で営業していたが同店の閉店取壊により2019年10月15日に一時閉店し、函館朝市の目の前にあるホテルニューオーテ内に移転し同年10月29日に再開業。
- 五稜郭公園前店（五稜郭町）　- 「エンジェルたちのおしゃべり」をテーマに創業者のコレクションした天使の絵画や人形を展示。
- 美原店（美原二丁目） - 「僕らは皆んな映画青年だった」をテーマに創業者のコレクションした1920年代から1990年代までの映画ポスター600枚以上を展示。
- 港北大前店（港町） - 「プレスリーが青春だった」をテーマにエルヴィス・プレスリーの像やブロマイド・レコード・ポスターなどを展示。
- 松陰店（松陰町） - 「アンリ・ルソーの熱帯楽園」をテーマに創業者が学生時代に通った緑豊かなイギリスのサマースクールのような大自然の空間をルソーの絵画で演出した。
- 本町店（本町） - 「クリムトハウス」をテーマにグスタフ・クリムトの絵画を設置しシックな雰囲気の内装とした。
- 人見店（人見町） - 「グリーンハウス花花花」をテーマに季節の花々を描いた絵画を展示。創業者が本チェーン開店前に経営していた中華料理店「シルクロード」で提供していたラーメンをはじめ焼きそば・餃子といった中華料理をチェーン内で唯一取り扱う。
- 本通店（本通四丁目） - 「ボッティチェリ館」をテーマにサンドロ・ボッティチェリ「ヴィーナスの誕生」「春」を壁面に大きく描き、天井は壁画との一体感を持たせつべく金色とした。
- 戸倉店（戸倉町） - 「ハンバーガー歴史館」をテーマに創業者がコレクションした1920年代から1960年代までのアメリカのハンバーガーショップのポスターなどの資料やレストランメニュー等を展示。
- 昭和店（昭和二丁目） - 「テニスレディ館」をテーマに創業者が1980年代に大門地区に経営したDJパブ「テニスレディ」をイメージし創業者が趣味で用いていたテニスラケットやコレクションしたテニスプレイヤーの絵や写真を展示。

函館市外
- 北斗飯生店（北斗市 旧・上磯店） - 「ミュシャ館」をテーマにアルフォンス・ミュシャの絵画を展示しマホガニー調の内装とした。

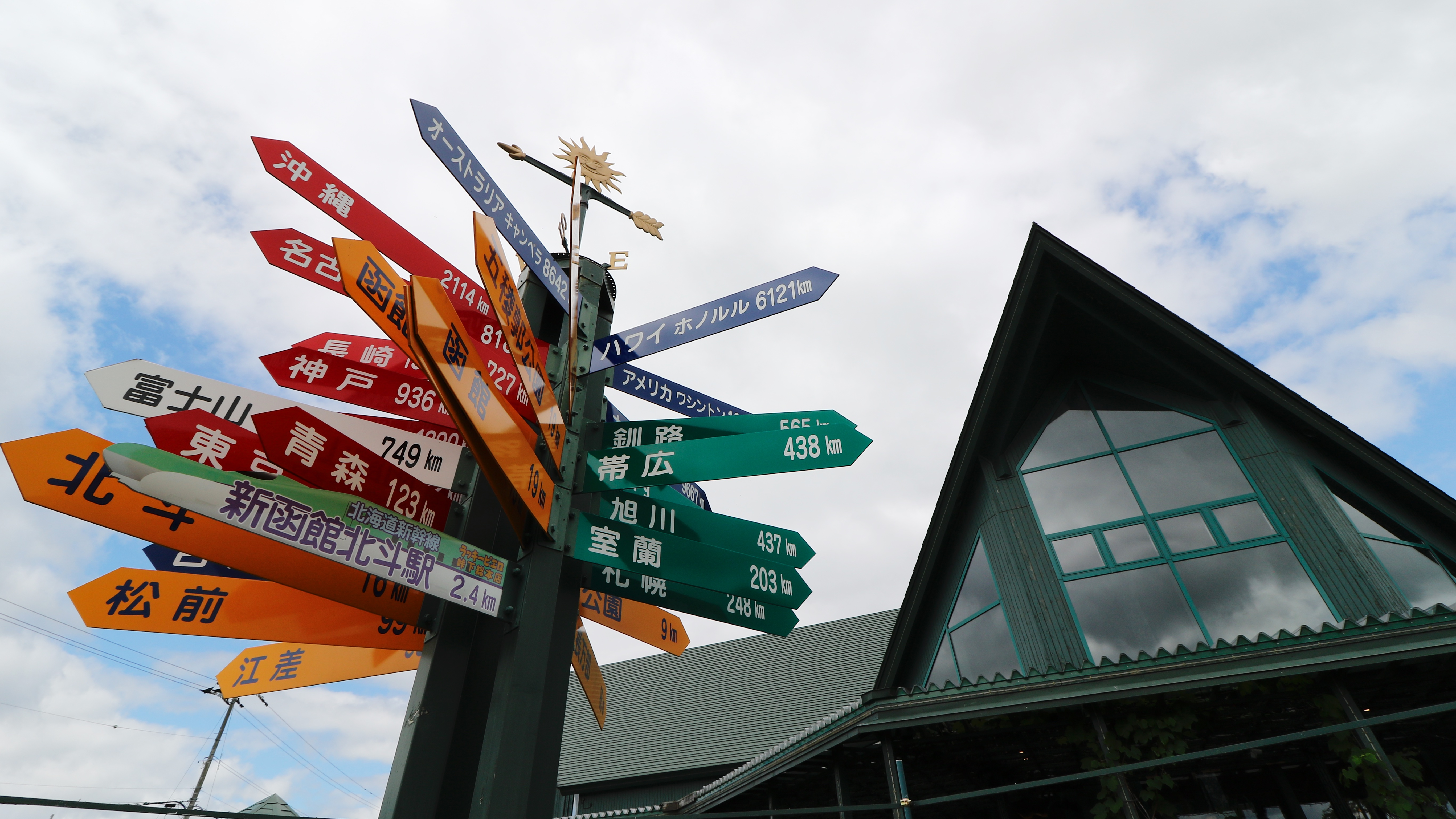
峠下総本店

- 峠下総本店（亀田郡七飯町） - 「バードウォッチング館」をテーマに小型メリーゴーラウンドや池、ハーブガーデン、羊の飼育スペースなども備え180席を設けた最大規模の店舗となる。2012年秋開店、函館新道七飯藤城インターチェンジ手前に位置。
- 森町赤井川店（茅部郡森町） - 「陽性のファンタジーピエロ」をテーマにフェルナンド・ボテロの絵画を展示、また自然の中でのゆったりとした食事を演出すべく、ログハウス風の外観やぶどう棚付きのテラスを設けた。国道5号に面しており、観光シーズン中は駐車場待ちの渋滞も発生する。
- 江差入口前店（檜山郡厚沢部町） - 「オードリー・ヘップバーンが憧れだった」をテーマに、オードリー・ヘップバーンの写真を数多く装飾。国道227号線・229号線交点近くにあり、双方から進入可能。2010年10月2日開店。

その他
- 大谷高校内店（函館大谷高等学校学生食堂）
  - 学生食堂のため、学校関係者のみ利用可能。JIRO（GLAY）の出身校でもある（2007年8月21日に開店）。
- みつわ台店（千葉県千葉市若葉区）
  - 社長の親族による経営で同じ看板を掲げて営業していたが、店長の体調不良により2005年（平成17年）8月31日をもって閉店。函館の本社とは別組織で運営していた。

## 特徴
- 作り置きはしていないが、テレフォンオーダーシステムがあり、電話で注文すれば指定の時間に合わせて調理され、待つことなく商品を手に入れることができる。
- 店舗毎にテーマを決めた装飾を施している。メニューのラインナップが店によって異なっているのも特徴で[8]、特定店舗でしか扱っていないメニューがある（人見店のみ扱いのラーメン、餃子など）。
- ハンバーガーのミートパテなど、食材は冷凍や作りおきを行わず道内産にこだわっており[3]、野菜も無農薬とのこと。
- 長年、食材を冷凍輸送して味を落としたくないなどの理由から函館地区以外へのデパート等の催事への参加も一切行っていなかったが、2010年（平成22年）5月22日・23日JR札幌駅での「みなみ北海道グルメパーク」にて札幌に初出店し千個のバーガーが完売となった[3]。2019年（平成31年）4月11日には「北海道の春 うまいもの祭り阪急梅田店」にて大阪に初進出。
- 長年函館地区以外の出店を行わなかったこと、特定店舗でしか扱わないメニュー、作り置きをしない方針などから経営学における「集中化戦略」の典型として大学の授業などでしばしば取り扱われる。
- 効率重視の大手とは一線を画して「客の"心の満足"を追求する」のが、ラッキーピエログループの創業社長・王一郎のポリシー[9]。
- 接客方針も独特で、王社長いわく「常連客を“えこひいき”する」。来店回数が増えると4段階で利用金額の還元率が高まるポイント制を導入。最高ランクの常連客は「スーパースター」と呼ばれ、来店すると大歓待を受けるなど特別なサービスがある[9]。

## 口コミやメディアの活用
お客様に驚きと感動を与えて信頼され、口コミで広げることを目指している。
1号店開店後に道内をツーリングするライダーの口コミで評判が広がり、その後GLAYを始めとした芸能人や、メディアによる製品の紹介により一躍有名となった。また、各メディアの取材を積極的に受けることで宣伝の代わりとしており、CMなどマスメディアでの自社宣伝はほとんど無い。
ラッキーピエロに来店した有名人（ラッキーピエロ公式サイト）も参照。
GLAY
- ロックバンドのGLAYのメンバーがインディーズ時代（函館在住時）に通いつめていたことが全国放送の音楽番組で紹介され、一躍店舗が有名となった[10]。また、メニューのスプリングロール「春巻」は、JIROが高校時代に好んで注文していたメニューでもある。
- 函館大谷高等学校の校長が、学生食堂の施設を設営するにあたり、同校の卒業生JIROが愛していたラッキーピエロに出店協力を要請し、2007年8月21日にオープンとなった[10]。

SKE48
- 同グループの10thシングル『キスだって左利き』のMV・ロケ撮影が函館で行われ、ロケ地の一つとしてベイエリア本店で撮影が行われた[11]。

チャイニーズチキンバーガー
- 2007年2月、紀宮（現在の黒田清子）が野鳥観察の際に来店。人気No.1のメニュー「チャイニーズチキンバーガー」などを食された[10]。

土方歳三ホタテバーガー
- 森崎博之（TEAM-NACS） - 函館に番組ロケで訪れ、新鮮組の格好に扮し来店。土方歳三ホタテバーガーを食し絶賛。後の番組内で一押しメニューとして紹介した[12]。
- 笑っていいとも!では、2004年にオンエア中に香取慎吾とともに食された[13][14]。

THEフトッチョバーガー
- 元祖でぶや（テレビ東京）の番組ロケでパパイヤ鈴木・石塚英彦らが来店し好評価を得て、パパイヤ・石塚によりTHEフトッチョバーガーの原型が考案され、製品が開発された。その後、人気バーガーとしてメディアにも紹介された。

くじら味噌カツバーガー
- 発売当時は動物愛護団体からの抗議が相次いたが、鯨肉を味わえる数少ない機会であることから、今や人気商品の一つとなっている。

その他
- コンピュータボードゲーム『桃太郎電鉄』において函館市の物件「ラッキーバーガー」として登場している。
- めざましテレビ（フジテレビ）では、人気ご当地バーガーとして、巨大バーガー「THEフトッチョバーガー」が取り上げられた。
- ニッポン放送の知ってる?24時。（パーソナリティ：くりぃむしちゅー上田晋也）番組内企画、「ファーストフード総選挙」でも取り上げられた。
- テレビアニメ『ラブライブ!サンシャイン!!』第2期8話「HAKODATE」、9話「Awaken the power」において、ベイエリア本店が舞台の一つとして忠実に描かれた。
- 2018年1月2日放送のめちゃ×2イケてるッ!での企画「日本一周72時間ホンネの旅」で取り上げられた。
- 2018年10月26日放送 NHK ドキュメント72時間で取り上げられた。

## 受賞
- 「ハンバーガー愛好会金賞受賞」を謳っているが、店によると大学生のグループで、1987年頃の受賞とのこと。他に受賞を謳うハンバーガー店は存在せず、現在[いつ?]この団体が実在するのかは不明である。味噌研究家の新井由己が、この謳い文句をきっかけに「新・ハンバーガー愛好会」を立ち上げ参加者を募っているほか、「ハンバーガー愛好会」関係者からの情報提供を求めている。
- 2009年（平成21年）、『日本経済新聞』日経プラス1 何でもランキング「ご当地バーガーならこの店」でご当地バーガーのNo.1に選出。

## テレビ番組
- 日経スペシャル カンブリア宮殿 大手に勝つ！地域No.1店のつくり方 ～熱狂ファンに愛される異色ハンバーガーチェーン～（2014年6月19日、テレビ東京）- ラッキーピエログループ 社長 王一郎出演[9]。

## 書籍

### 関連書籍
- 『B級グルメ地域No.1 パワーブランド戦略』（2012年6月20日、商業界）ISBN 9784785504281
- 『美味しい、楽しい、感動があるから、お客様は来てくれる ダントツ地域No.1ハンバーガーチェーン・ラッキーピエロの独自化戦略』（2016年6月1日、ダイヤモンド社）ISBN 9784478068496